# Бъз Калкинс
Брадли „Бъз“ Калкинс е бивш пилот от американските автомобилни серии Индикар.
Шампион за сезон 1996 г.
Участвал е 6 пъти на „Индианаполис 500“ като най-високото му класиране е 10-о през 1998 година.
През 2001 година се оттегля от активна състезателна дейност и започва собствен бизнес.